# Bistum Krishnagar
Das Bistum Krishnagar (lateinisch Dioecesis Krishnagarensis) ist eine in Indien gelegene römisch-katholische Diözese mit Sitz in Krishnanagar, Bundesstaat Westbengalen.

## Geschichte
Papst Pius IX. gründete die Mission sui juris Zentralbengalen mit der Apostolischen Konstitution Christi regno am 1855 aus Gebietsabtretungen des Apostolischen Vikariates Westbengalen.
Am 19. Juli 1870 wurde sie zur Apostolischen Präfektur erhoben. Am 1. September 1886 wurde sie zum Bistum erhoben und dem Erzbistum Kalkutta als Suffragandiözese unterstellt.
Im folgenden Jahr nahm das Bistum seinen heutigen Namen an. Der Dom wurde durch ein Erdbeben im Jahre 1897 zerstört und zwei Jahre später wieder aufgebaut.
Es verlor später Teile seines Territoriums zugunsten der Errichtung neuer Bistümer:
- 15. Dezember 1889 an die Apostolische Präfektur Assam;
- 25. Mai 1927 an das Bistum Dinajpur;
- 3. Januar 1952 an das Bistum Khulna.

## Territorium
Das Bistum Krishnagar umfasst die Distrikte Murshidabad und Nadia, beide in Westbengalen.

## Ordinarien

### Bischof von Zentralbengalen
- Francesco Pozzi PIME (25. November 1886–1887)

### Bischöfe von Krishnagar
- Francesco Pozzi PIME (1887–22. Oktober 1905)
- Santino Taveggia PIME (23. August 1906–18. Januar 1927, dann Bischof von Dinajpur)
- Stephen Ferrando SDB (9. Juli 1934–26. November 1935, dann Bischof von Shillong)
- Louis La Ravoire Morrow SDB (25. Mai 1939–31. Oktober 1969)
- Matthew Baroi SDB (17. September 1973–4. April 1983)
- Lucas Sirkar SDB (22. Juni 1984–14. April 2000, Koadjutorerzbischof von Kalkutta)
- Joseph Suren Gomes SDB (17. April 2002–17. April 2019)
- Nirmol Vincent Gomes SDB (seit 30. April 2022)